# Харсова (Васлуј)
Харсова (рум. Hârsova) насеље је у Румунији у округу Васлуј у општини Делешти. Oпштина се налази на надморској висини од 180 m.

## Становништво
Према подацима из 2002. године у насељу је живело 615 становника, од којих су сви румунске националности.